# Thomas Frank Marshall
Thomas Frank Marshall (* 7. März 1854 in Hannibal, Missouri; † 20. August 1921 in Detroit Lakes, Minnesota) war ein US-amerikanischer Politiker. Zwischen 1901 und 1909 vertrat er den ersten Wahlbezirk des Bundesstaats North Dakota im US-Repräsentantenhaus.

## Frühe Jahre und Aufstieg
Thomas Marshall besuchte die öffentlichen Schulen und die State Normal School in Platteville (Wisconsin). Im Jahr 1873 brach er die Schule zwei Monate vor der Abschlussprüfung ab. 40 Jahre später erhielt er dann sein Abschlusszeugnis. Marshall wurde Landvermesser und war als solcher in Yankton im Dakota-Territorium tätig. Außerdem engagierte er sich dort auch im Handel. Im Jahr 1882 zog er nach Columbia im heutigen North Dakota, wo er in das Bankgeschäft einstieg. Nach einem weiteren Umzug im Jahr 1886 nach Oakes im Dickey County war er auch dort im Bankgeschäft und in der Landvermessung tätig.

## Politische Laufbahn
Thomas Marshall war Mitglied der Republikanischen Partei. Zwischen 1888 und 1892 war er Bürgermeister der Stadt Oakes und von 1896 bis 1900 war er Mitglied des Senats von North Dakota. Im Jahr 1892 war er Delegierter zur Republican National Convention. Bei den Kongresswahlen des Jahres 1900 wurde Thomas Marshall als Nachfolger von Burleigh F. Spalding in das US-Repräsentantenhaus gewählt. Nach einigen Wiederwahlen konnte er sein Mandat im Kongress zwischen dem 4. März 1901 und dem 3. März 1909 ausüben. In seiner letzten Legislaturperiode war er Vorsitzender des Ausschusses, der sich mit privaten Landansprüchen (Private Land Claims) befasste. Im Jahr 1908 verzichtete er auf eine erneute Wiederwahl. Stattdessen kandidierte er erfolglos für einen Sitz im US-Senat. Sein Sitz im Repräsentantenhaus ging an Louis Benjamin Hanna.

## Weiterer Lebenslauf
Nach dem Ende seiner Dienstzeit in Washington engagierte sich Marshall wieder im Bankwesen. Er starb im Jahr 1921 auf seinem Sommersitz in Minnesota und wurde in Oakes beigesetzt.